# Sońka Złota Rączka
Sofia Bluwstein z domu Sołomoniak, Szejndla-Sura Lejbowa (ur. 1846 w Warszawie, zm. 1902 w Aleksandrowsku Sachalińskim) – legendarna słynna rosyjska złodziejka żydowskiego pochodzenia, znana pod pseudonimem Sońka Złota Rączka (ros. Сонька Золотая Ручка).

## Życiorys
Dokładnych danych o życiu Sofii brak, ponieważ często fałszowała swój życiorys. Według oficjalnych dokumentów sądowych urodziła się w Powązkach w warszawskiej guberni w roku 1846, a przy obrzędzie prawosławnego chrztu w roku 1899 sama Sofia podała, iż urodziła się w Warszawie w roku 1851. Kilkakrotnie zawierała związki małżeńskie. Jej ostatnim oficjalnym mężem był karciany szuler Michel Bluwstein, z którym miała dwie córki.
Sofia znała kilka języków obcych (polski, francuski i w pewnym stopniu niemiecki), posiadała też zdolności aktorskie i była kobietą atrakcyjną, co pomagało jej wcielać się w rozmaite osoby i ułatwiało organizowanie zuchwałych kradzieży i oszustw.
W latach 1860–1870 działała w większych miastach rosyjskich i w Europie. Była wtedy niejednokrotnie zatrzymywana przez policje różnych krajów, jednak, wobec braku dowodów, bez konsekwencji prawnych.
W 1880 roku została aresztowana w Odessie za oszustwo na dużą skalę. Przewieziono ją do Moskwy, gdzie sąd okręgowy skazał ją na zesłanie na Syberię do miejscowości Łużki.
Latem 1881 uciekła z miejsca zesłania.
W latach 1881–1885 dokonała szeregu dużych kradzieży i oszustw w miastach Rosji. W roku 1885 została zatrzymana przez policję w Smoleńsku i za swoją przestępczą działalność skazana na 3 lata katorgi (do roku 1893 prace katorżnicze odbywano w specjalnych więzieniach, znajdujących się w europejskiej części Imperium Rosyjskiego) i 50 uderzeń chłostą.
30 czerwca 1886 roku Sońka dokonała ucieczki ze smoleńskiego więzienia, wykorzystując pomoc zakochanego w niej dozorcy. Po czterech miesiącach spędzonych na swobodzie została aresztowana w mieście Niżny Nowogród, osądzona za nowe przestępstwa i ucieczkę z katorgi, i w 1888 roku zesłana na katorgę na wyspie Sachalin, gdzie po dwóch próbach ucieczki zakuto ją w kajdany. Podczas pobytu na Sachalinie postanowieniami więziennej administracji była poddawana karom cielesnym.
W 1890 roku spotkał się z nią Anton Czechow. Opisał katorżniczkę Sofię Bluwstein w książce Wyspa Sachalin.
To malutka, chudziutka, już siwiejąca kobieta ze zmiętą, starzejącą się twarzą. Na rękach ma kajdany; na pryczy tylko jedna szara owcza skórka, która służyła jej i jako ciepła odzież, i jako pościel. Chodzi po swojej celi z kąta w kąt i wydaje się, że cały czas węszy, jak mysz w pułapce, i wyraz twarzy ma mysi. Patrząc na nią trudno uwierzyć, że jeszcze niedawno była piękna do tego stopnia, że oczarowywała więziennych nadzorców...
Po wyjściu na wolność w 1898 roku została osadniczką w mieście Iman, rok później wyjechała do Chabarowska, by wkrótce potem powrócić na Sachalin.
W lipcu 1899 roku została ochrzczona w obrządku prawosławnym i przyjęła imię Maria.
Umarła z powodu przeziębienia w 1902 roku, o czym dowiadujemy się z dokumentów więziennych, i została pochowana na Sachalinie.

## Pomnik i legenda
Na moskiewskim Cmentarzu Wagańkowskim znajduje się pomnik, poświęcony Sońce Złotej Rączce. Legenda głosi, że odescy złodzieje po śmierci Sońki zamówili u włoskich rzeźbiarzy pomnik, by postawić go na cmentarzu w Wagańkowie. Wykonany z białego kamienia pomnik przedstawia kobietę, stojącą pod trzema palmami. Z czasem figura utraciła ręce i głowę, a z trzech palm została tylko jedna. Pomnik zaczęto szanować dopiero w początkach lat 1990. U jego stóp zawsze leży wiele kwiatów i wieńców, i widnieją ślady palonych świec. Pomnik pokrywają napisy, treść których świadczy o tym, że wykonali je złodzieje. Sonieczka, pomóż nam stać się dobrymi złodziejami, Sonieczka, niech ci ziemia lekką będzie! Ot braci białoruskiej.,  Sonia, naucz mnie być mądrą i fartowną
W ostatnich latach przybyły nowe napisy, od osób niezwiązanych ze światem przestępczym Sonia! Pomóż zarobić mnie i mojemu mężowi, zdrowia bliskim., Sonia, pomóż we wszystkim z dziećmi, Sonia!!! Pomóż wyżyć w tym świecie.

## Dzieci
Wiadomo o trzech córkach Sofii Bluwstein.
- Sura-Riwka Isaakowna (z domu Rozenbad, ur. 1864) – porzucona przez matkę, wychowywana przez ojca Izaaka Rozenbada w Powązkach. Los nieznany.
- Tabba Michajłowna (z domu Bluwstein, ur. 1875) – moskiewska artystka operetkowa
- Michelina Michajłowna (z domu Bluwstein, ur. 1879) – moskiewska artystka operetkowa

## W sztuce
- 1915 – niemy film „Przygody znamienitej awanturnicy Sofii Bluwstein” w reżyserii Władimira Kasjnowa i Jurija Juriewskiego.
- 2007 – serial telewizyjny Sońka Złota rączka w reżyserii Wiktor Mereżko. W roli tytułowej wystąpiła Anastasija Mikulczina. Film nie ma charakteru dokumentalnego.
- 2010 – serial telewizyjny Sońka. Kontynuacja legendy.
- Grupa Bad Balance poświęciła Sońce piosenkę w albumie Legendy gangsterów.
- 2002 – „Złota rączka”, słowa i muzyka – W. Isetskij, piosenka w wykonaniu Tanii Taszynskiej, album „Wilczyca”
- Obraz został wykorzystany przez Borisa Akunina w powieści Walet pikowy.
- 2013 – serial telewizyjny „Pętla czasu” w reżyserii Jurija Ilina, odcinek 2.